# 悉尼鎮區 (愛荷華州弗里蒙特縣)
悉尼鎮區（英語：Sidney Township）是位於美國愛荷華州弗里蒙特縣的一個行政鎮區。

## 地方資料
根據2010年美國人口普查的數據，悉尼鎮區的面積為190.10平方千米，當中陸地面積為189.67平方千米，而水域面積為0.43平方千米。當地共有人口1741人，而人口密度為每平方千米9.16人。